# 日本うつ病学会
日本うつ病学会（にほんうつびょうがっかい、英:  Japanese Society of Mood Disorders（JSMD））は、うつ病に関心をもつ医療従事者がうつ病に関する様々な問題を研究する学術団体。うつ病への関心が社会的に高まっており、うつ病臨床の発展・充実への寄与とともに、一般社会への適正な情報提供を目的として2004年に発足した。前身は、2003年、グラクソ・スミスクライン社の支援を受けて立ち上げられた研究会「うつ病アカデミー」である。
事務局を 〒102-0075東京都千代田区三番町2 三番町KSビル（株）コンベンションリンケージ内に置いている。

## 概要
法人格を有さない任意団体である。日本医学会には加盟していない。
総会・学術集会の開催、一般市民を対象に行う講演会、公開シンポジウム、刊行物の発行などの事業を行っている。2009年、厚生労働省からの依頼により、抗うつ薬の副作用をはじめとする薬物療法に関する諸問題を専門家の立場から検討し、適正な抗うつ薬の使用法を提言するため、学会内に「抗うつ薬の適正使用に関する委員会」を設立している。

## 歴代理事長
| 名前       | 在任期間  |
| ---------- | --------- |
| 上島国利   | 2004-2006 |
| 野村総一郎 | 2006-2010 |
| 神庭重信   | 2010-2014 |
| 尾崎紀夫   | 2014-     |

## 会員数
- 1500名[6]

## 入会金・年会費
- 入会金：不要[11]
- 年会費：正会員：7,000円、理事・評議員 8,000円、賛助会員 1口50,000円（1口以上）[11][6]

## 機関誌
- 日本うつ病学会NEWS（年1回発行、1300部、価格は年会費に含む）[6]

## 学術奨励賞
- 日本うつ病学会学会奨励賞
- 下田光造賞

## 関連団体
- 国際双極性障害学会（ISBD）
- 日本神経精神薬理学会
- うつ病の予防・治療委員会（JCPTD）
- サイエンスポータルSciencePortal（JST）